# Langue SOV
| Ordre                                                     | Résultat en français | Proportion            | Exemples              |
| --------------------------------------------------------- | -------------------- | --------------------- | --------------------- |
| SOV                                                       | il la pomme mange    | 45 %                  | Japonais, latin, turc |
| SVO                                                       | il mange la pomme    | 42 %                  | Français, mandarin    |
| VSO                                                       | mange il la pomme    | 9 %                   | Irlandais, arabe      |
| VOS                                                       | mange la pomme il    | 3 %                   | Malgache, baure       |
| OVS                                                       | la pomme mange il    | 1 %                   | Apalai, hixkaryana    |
| OSV                                                       | la pomme il mange    | {\displaystyle <} 1 % | Warao, vieux norrois  |
| Proportions calculées sur 402 langues par Tomlin (1986),. |                      |                       |                       |

Une langue SOV est, en typologie syntaxique, une langue dont les phrases suivent, généralement, un ordre sujet-objet-verbe. D'après l'étude de 402 langues par Russell S. Tomlin publiée en 1986, 45 % des langues dans le monde suivent le modèle de SOV, et 75 % des langues naturelles sont des langues SOV ou SVO (sujet-verbe-objet).

## Fréquence
Cet ordre est le plus fréquent et représente environ 45 % des langues. Parmi les langues naturelles, SOV est le type le plus commun. Le second étant SVO, ces deux types représentent 87 % de toutes les langues naturelles qui ont une préférence dans l'ordre des mots.
Parmi les langues qui prennent la structure SOV, on trouve :
l'arménien, le basque, le birman, le coréen, le grec ancien, l'hittite, le japonais, le kurde, le latin classique, le quechua,  la plupart des langues indo-iraniennes, des langues couchitiques, des langues tibéto-birmanes, des langues dravidiennes, des langues turques, des langues uto-aztèques, et des langues caucasiennes. Pour une liste complète, voir la catégorie : Langue SOV.
Bien que la structure SVO soit utilisée en mandarin standard, l'ordre des mots est flexible et la langue permet les structures SOV et OSV.

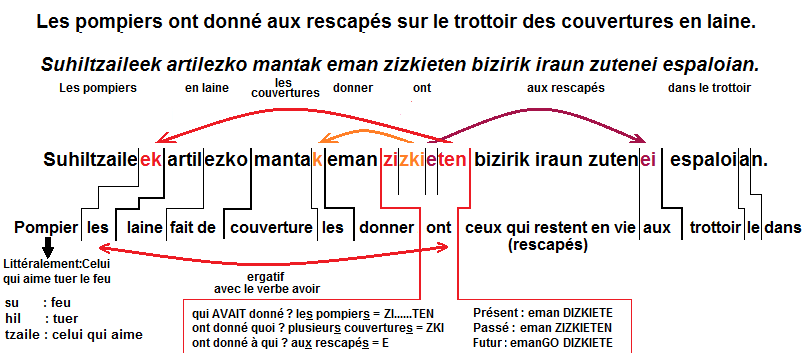
Exemple en basque d'une structure SOV

## Propriétés
Les langues SOV ont tendance à utiliser des postpositions au lieu des prépositions et à placer les verbes auxiliaires après le verbe d’action. Elles ont aussi tendance à placer le possédant (génitif) avant le possédé, à placer un nom avant un titre ou honorifique (japonais : 山田先生, Yamada sensei, Yamada (le) professeur) et d'avoir des subordinateurs qui apparaissent à la fin des clauses subordonnées (coréen : 싸이보그지만 괜찮아, ssaibogeujiman gwaenchana, cyborg-bien que, ça va). Les langues SVO ont aussi une tendance minime à mettre les adjectifs démonstratifs avant les noms qu'ils modifient. Les propositions relatives qui précèdent les noms souvent signalent l'ordre de mots SOV[pas clair]. L'inverse ne fonctionne pas : la proportion des langues SOV à propositions relatives avant le nom déterminé et celle des langues SOV à propositions relatives après le nom déterminé sont équivalents[réf. souhaitée]. Les langues SOV ont également tendance à utiliser un ordre temps-manière-lieu pour des phrases adpositionales.

## Exemples

### Japonais
| Phrase     | 私は箱を開ける。  | 私は箱を開ける。  | 私は箱を開ける。  | 私は箱を開ける。  | 私は箱を開ける。  |
| Mots       | 私                | は                | 箱                | を                | 開ける。          |
| Rōmaji     | watashi           | wa                | hako              | o                 | akeru.            |
| Glose      | Je                | (thème)           | boîte             | (objet)           | ouvrir            |
| Partition  | Sujet             | Sujet             | Objet             | Objet             | Verbe             |
| Traduction | J'ouvre la boîte. | J'ouvre la boîte. | J'ouvre la boîte. | J'ouvre la boîte. | J'ouvre la boîte. |

### Birman
Le birman est une langue analytique.
| Phrase     | ငါကစက္ကူဘူးကိုဖွင့်တယ်။      | ငါကစက္ကူဘူးကိုဖွင့်တယ်။      | ငါကစက္ကူဘူးကိုဖွင့်တယ်။       | ငါကစက္ကူဘူးကိုဖွင့်တယ်။      | ငါကစက္ကူဘူးကိုဖွင့်တယ်။      |              |
| Mots       | ငါ                 | က                 | စက္ကူဘူး               | ကို                 | ဖွင့်                | တယ်           |
| API        | ŋà nga            | ga̰ ga.            | seʔkù bú se'ku bu: | gò gou            | pʰwì̃ hpwin.       | dè de        |
| Glose      | Je                | (particule)1      | boîte              | (particule)2      | ouvre             | (particule)3 |
| Partition  | Sujet             | Sujet             | Objet              | Objet             | Verbe             |              |
| Traduction | J'ouvre la boîte. | J'ouvre la boîte. | J'ouvre la boîte.  | J'ouvre la boîte. | J'ouvre la boîte. |              |

1 Suffixe indiquant le cas sujet.
2 Suffixe indiquant le cas objet.
3 Particule indiquant le temps présent.

### Basque
Le basque est aussi une langue ergative.
| Phrase     | Martinek egunkariak erosten dizkit. ⓘ                               | Martinek egunkariak erosten dizkit. ⓘ                               | Martinek egunkariak erosten dizkit. ⓘ                               |
| Mots       | Martinek                                                            | egunkariak                                                          | erosten dizkit                                                      |
| Glose      | Martin (ergatif)                                                    | journaux (absolutif)                                                | achète eux pour moi                                                 |
| Partition  | Sujet                                                               | Objet                                                               | Verbe + Aux.                                                        |
| Traduction | Martin achète les journaux pour moi / Martin m'achète les journaux. | Martin achète les journaux pour moi / Martin m'achète les journaux. | Martin achète les journaux pour moi / Martin m'achète les journaux. |

### Latin
Le latin est une langue flexionnelle.
| Phrase     | Servus puellam amat.     | Servus puellam amat.     | Servus puellam amat.     |
| Mots       | Servus                   | puellam                  | amat                     |
| Glose      | Esclave (nom.)           | fille (acc.)             | aime                     |
| Partition  | Sujet                    | Objet                    | Verbe                    |
| Traduction | L'esclave aime la fille. | L'esclave aime la fille. | L'esclave aime la fille. |

### Pachto
| Phrase     | .زه کار کوم         | .زه کار کوم         | .زه کار کوم         |
| Mots       | زه                  | کار                 | کوم                 |
| Glose      | je (sujet pronom)   | travail (nom)       | fais (verbe)        |
| Partition  | Sujet               | Objet               | Verbe               |
| Traduction | Je fais le travail. | Je fais le travail. | Je fais le travail. |

### Persan
| Phrase     | .من سیب میخورم      | .من سیب میخورم      | .من سیب میخورم      |
| Mots       | من                  | سیب                 | میخورم              |
| Glose      | Je (sujet pronom)   | une pomme (nom)     | mange (verbe)       |
| Partition  | Sujet               | Objet               | Verbe               |
| Traduction | Je mange une pomme. | Je mange une pomme. | Je mange une pomme. |

### Turc
| Phrase     | Annem televizyon seyrediyor.   | Annem televizyon seyrediyor.   | Annem televizyon seyrediyor.   |
| Mots       | Annem                          | televizyon                     | seyrediyor                     |
| Glose      | Ma mère (nom)                  | la télévision (nom)            | regarde (verbe)                |
| Partition  | Sujet                          | Objet                          | Verbe                          |
| Traduction | Ma mère regarde la télévision. | Ma mère regarde la télévision. | Ma mère regarde la télévision. |

### Coréen
| Phrase     | 철수는 공을 쳤어요.         | 철수는 공을 쳤어요.         | 철수는 공을 쳤어요.         | 철수는 공을 쳤어요.         | 철수는 공을 쳤어요.         |
| Mots       | 철수                        | 는                          | 공                          | 을                          | 쳤어요.                     |
| Glose      | Cheolsu                     | (thème)                     | ballon                      | (objet)                     | a frappé                    |
| Partition  | Sujet                       | Sujet                       | Objet                       | Objet                       | Verbe                       |
| Traduction | Cheolsu a frappé le ballon. | Cheolsu a frappé le ballon. | Cheolsu a frappé le ballon. | Cheolsu a frappé le ballon. | Cheolsu a frappé le ballon. |

## Utilisation majeure
Langues indo-européennes : le hindi, le pachto et le persan.
De plus, le latin classique et le sanskrit utilisent principalement cette syntaxe, mais le mécanisme de déclinaison de ces langues flexionnelles permet une certaine flexibilité.
Langues sémitiques : les langues éthiosémitiques (tigrigna, amharique, etc.).
Langues altaïques : les langues turques (turc, azéri, kazakh, turkmène, tatar, ouzbek, etc.).
Langues dravidiennes : le tamoul, le télougou, le kannada et le malayalam.
Langues japoniques : le japonais.
Langues sino-tibétaines : le birman et le tibétain.
Langues finno-ougriennes : le hongrois.
Langues isolées : le basque et le coréen.
Langues construites : le pandunia (verbes en -u)

## Utilisation mineure
Certaines langues, comme le français avec les pronoms objets (« je le vois »), utilisent cet ordre de façon mineure pour certaines tournures de phrase.  L'allemand et le néerlandais n'utilisent cette syntaxe que pour les subordonnées.

## Lien avec les notations informatiques
Dans un tout autre domaine, celui de l'informatique, les machines à pile utilisent cet ordre. Ex : 2+3*4 qui doit se lire comme 2+(3*4) se transforme en Forth en 2 3 4 * +. J'empile 2, puis 3, puis 4. Ensuite, j'enlève et multiplie les deux derniers nombres contenus dans la pile (soit 3 et 4), je dépose le résultat 12 dans la pile. Enfin, j'additionne 2 et 12 pour déposer 14 dans la pile. On appelle cela Notation polonaise inverse (post-fixée), par opposition à la Notation polonaise (de Łukasiewicz) qui était en ordre VSO (dit pré-fixé).

## Difficulté pour les francophones
La compréhension d'une langue SOV peut parfois être déroutante[réf. nécessaire] pour une personne parlant une langue SVO, comme le français, puisqu'il lui faut attendre la fin d'une phrase pour connaître le verbe principal et donc le sens de cette phrase. Néanmoins, dans tous les cas, il faut attendre la fin d'une phrase pour en saisir la teneur exacte.